# Cleora consimilaria
Cleora consimilaria là một loài bướm đêm trong họ Geometridae.